# Le Fleix

Le Fleix este o comună în departamentul Dordogne din sud-vestul Franței. În 2009 avea o populație de 1.428 de locuitori.

## Evoluția populației
| An        | 1975  | 1982  | 1990  | 1999  | 2006  | 2009  |
| --------- | ----- | ----- | ----- | ----- | ----- | ----- |
| Populație | 1.224 | 1.241 | 1.278 | 1.345 | 1.408 | 1.428 |